# 写真

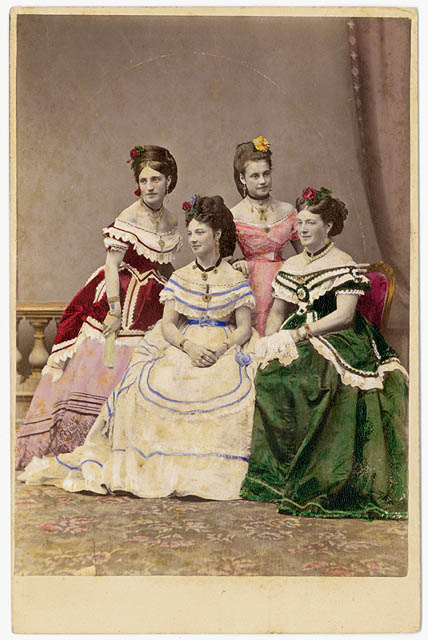
1875年ごろの白黒写真を彩色した彩色写真

写真（しゃしん、古くは寫眞）とは、人類史上初めて登場した機械映像である。
- 狭義には、穴やレンズを通して、被写体から発される光線を再構成して実像を結ばせ、感光剤に焼きつけたのち、現像処理をして可視化したもの。このとき、感光剤に焼きつけるまでを行う機器は、基本的にカメラと呼ばれる。
- 広義には、電磁波、粒子線などによって成立する、弁別可能で存続性の高い像。

英語の “photograph” という語は、イギリスの天文学者ジョン・ハーシェルが創案した。photo- は「光の」、-graph は「かく（書く、描く）もの」「かかれたもの」という意味で、日本語で「光画」とも訳される。“photograph” から、略して「フォト」と呼ぶこともある。

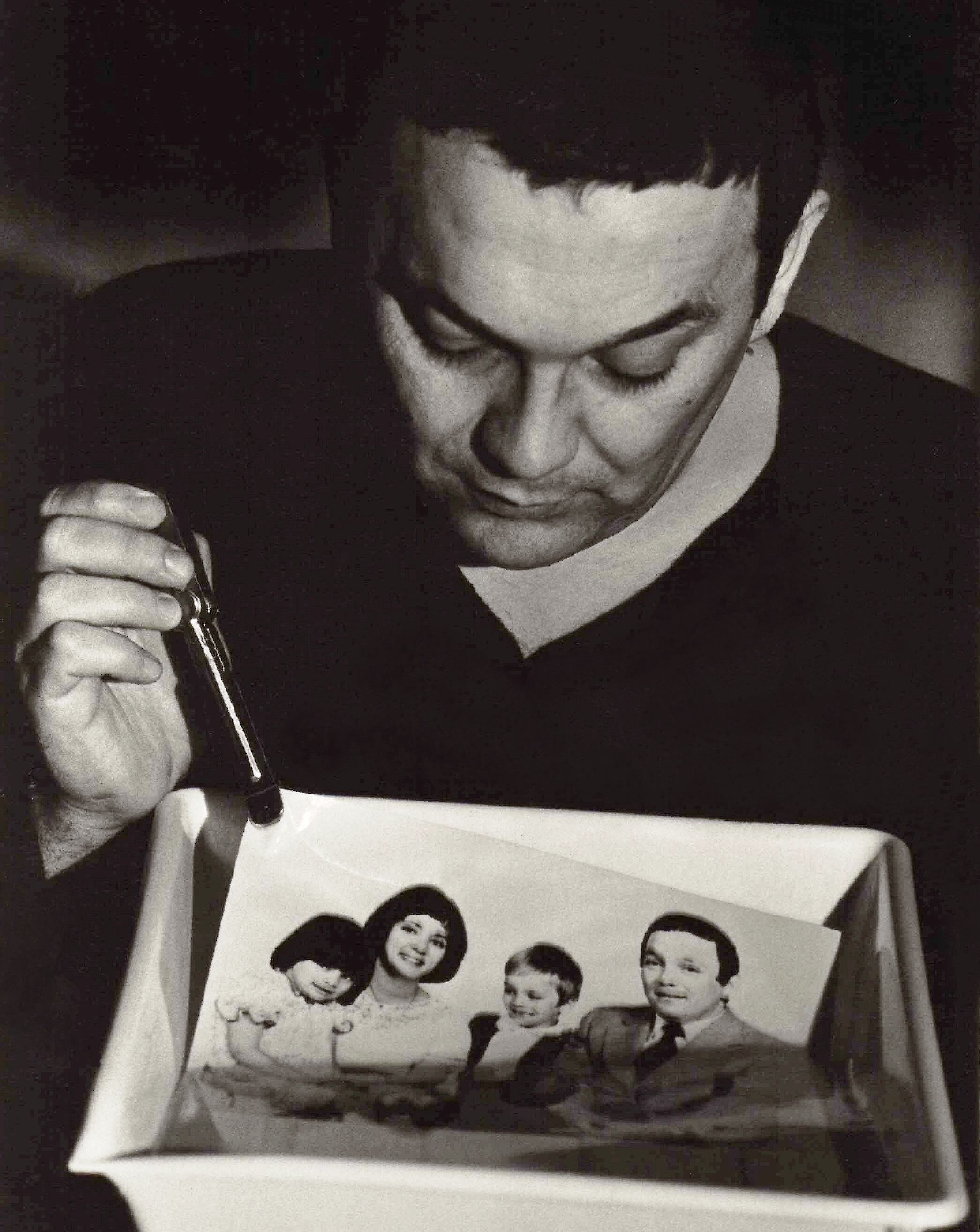
暗室のセルフポートレイト

日本語の「写真」は、「真を写したもの」を意味する中国語に由来する。

## 写真の原理
カメラという暗箱の中に、開口部（レンズ）を通じて一定時間の間に入ってくる光によって、外界の像が感光性をもったフィルムの上に描かれていくという原理である。
一般に、被写体に光が当たると、その表面の各点において乱反射（光の散乱）が起きる。ピンホールや凸レンズなど（正のパワーを持つ光学系）を利用して、被写体の各点に対応する光線を像面の各点に写像することで、実像が得られる。精密な像を得るために特に写真用に設計された光学系（レンズ系）を俗に写真レンズという。カメラは、以上の光学系に加えてシャッターなどの補助的な機構を備えた暗箱であり、さらに撮像素子によって電子的に像を得たり、乾板や写真フィルムなどの感光材を感光させて潜像とする。銀塩写真では、その後に現像・引き伸ばしなどのプロセスを経て写真（いわゆる「プリント」）が得られる。

### 銀塩写真の原理
銀塩写真の原理も語も以前と何ら変わるものではないが、デジタルカメラの普及以降、レトロニム的に単に「写真」ではなく銀塩写真と明示的に言うこともある。なお、「アナログ写真」という語は撮影から現像、あるいは印刷に関してデジタル技術をほとんど用いないものに用いられる（近年は逆転し、プロセスのどこかでデジタル技術を回避したものをそう呼んでいることもある）。
ハロゲン化銀は光が当たると銀イオンが還元され、金属銀微粒子の核ができる。感光して銀粒子核の潜像となってもそのままでは画像にはならない。感光した部分にある銀はごく少量のため、適当な量まで銀粒子を成長させて可視化する必要がある。これは現像処理で行う。また、感光しなかった部分はそれ以上感光しては困るため、不要な部分のハロゲン化銀は取り除く必要がある。これは定着処理で行う。
ハロゲン化銀は感光するとき、波長を吸収する領域が青色に寄っている。そこで可視領域に渡って感光させるために感光色素を用いて本来の吸収波長以外にも反応が起こるように設定する。まず感光色素が光に反応し、色素の電子がハロゲン化銀へ移動することによってハロゲン化銀の直接の感光と同様の変化が成立する。可視的な電磁波の特定の波長領域にのみ感光するようにし、三原色に対応するように感光層を重ねるとカラーフィルムになる。

### 撮像素子の原理
デジタルカメラやテレビカメラ、ビデオカメラでは、撮像素子として、撮像管などを使わないものは、固体撮像素子を使っている。固体撮像素子は、微小なフォトダイオードが規則的にびっしりと並んだものであり、光子がpn接合に入ると電子を叩き出して電荷が発生するというものである。量子効率は銀塩写真のハロゲン化銀の場合よりもはるかに高いため、高感度である。これを走査して信号として取り出し、AD変換器へ送る。あるいは電子スチルビデオカメラなどではアナログ信号のまま直接FM変調などによって磁気テープ等に記録する。
撮像管の場合は、光電効果による電荷を、磁界ないし電界によって走査される電子ビームによって読み取り、電子信号とする。

### 相反則と相反則不軌
写真の感光量は基本的に光の量（単位時間あたりの光の量×光が当たった時間）によって決まる。これを相反則（ソウハンソク）という。
ただし、感光量は入射した光の量に常に比例するわけではなく、未露光部はベースフィルム以上淡色にはならないし、感光材は限られているから一定以上の光を当ててもそれ以上濃くならない。実際の光の入射量と感光量の関係はシグモイド関数のようになる。変化の中間部は直線的であり、この部分の傾きのことをガンマという。
特に、露光時間が極端に短い場合や長い場合には相反則が成立せず、これを相反則不軌という。カラーフィルムでは色ごとに相反則不軌の状態が異なるためカラーバランスが崩れる。露光時間が短い場合については、通常の撮影では起きてもごく軽微であるため問題にはならない。一方、露光時間が長い場合については夜間や天体の撮影で問題になる。1977年ごろには長時間露光時の相反則不軌対策や分光感度を調整した天体撮影用のスペクトロスコピック感光材料が市販されていた。フィルムを冷却することで長時間露光時の相反則不軌を低減できることが経験的に知られている。
なお、デジタルカメラの長時間露光においては、相反則不軌とは別に熱雑音と製作不良から発生するランダムノイズが画像に混入する問題がある。一部のデジタルカメラではノイズを軽減する機能がついている。天文撮影や科学機器では、撮像素子を冷却しノイズの発生を防ぐ機構が持つものがある。

### 写真の撮影

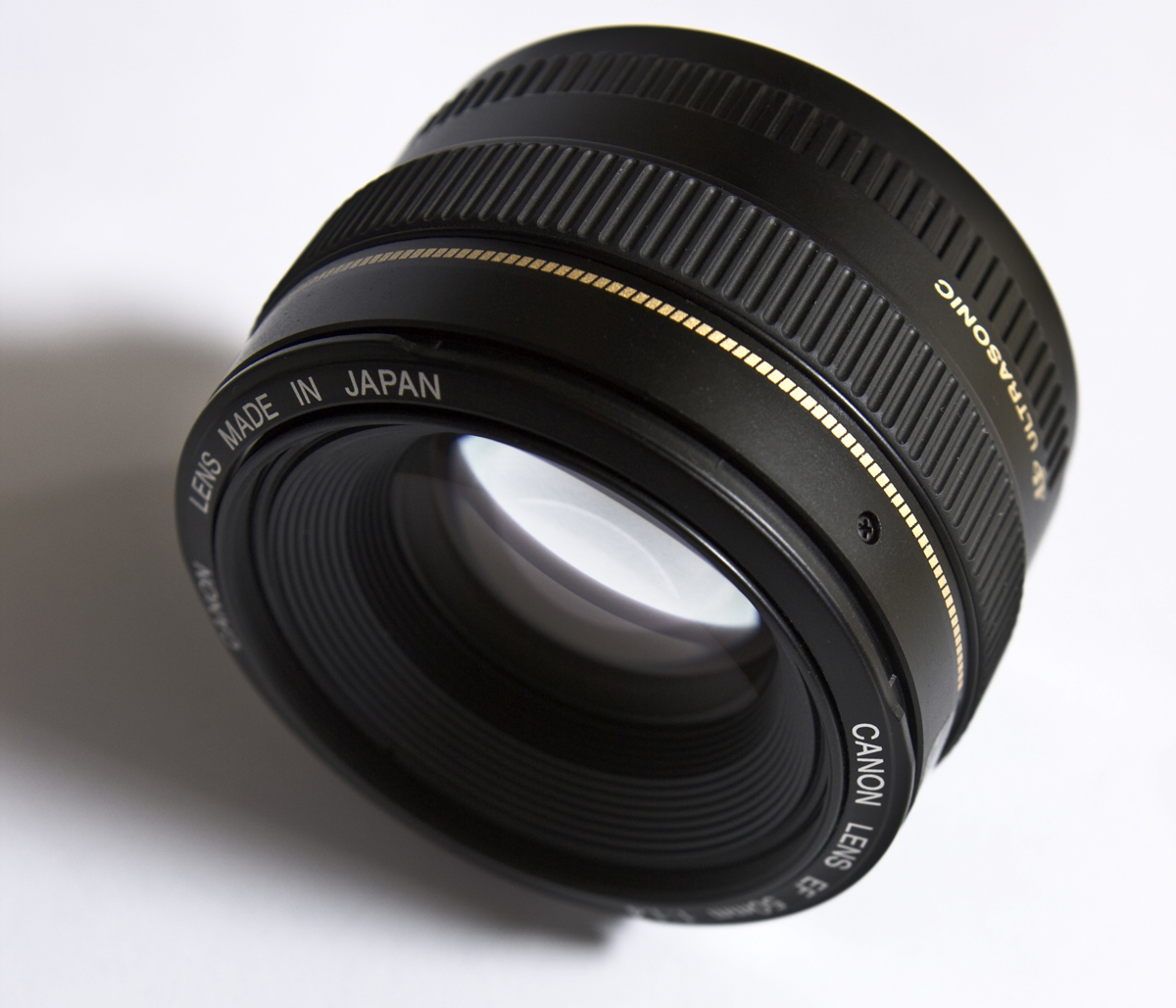
35mm一眼レフ用交換レンズ (50mmF1.4)

写真撮影（しゃしんさつえい、英: Photo shoot、フォトグラフィ、英: photography）とは、カメラによって静止画（スチル写真）を記録する行為のこと。
カメラおよびカメラ・オブスクラは撮影機器である。写真フィルムまたは電子的記録カードが記録媒体であるが、ほかの方法がとられることもある。たとえば、光学コピーや乾式コピー（ゼロコピー）は長期的に使用可能な画像を作るが、写真フィルムではなく静電気の移動を使っているため、電子複写（静電複写）という。マン・レイの刊行したレイヨグラフなどのフォトグラムは印画紙に投影された影でできた画像であり、カメラを用いない。スキャナのガラス面に直接撮影対象を置くことによって、電子複写を行うことも可能である。
撮影者は記録媒体を必要な量の光に露出する目的で、カメラとレンズを選択・操作できる（記録媒体として通常は、写真フィルムか固体撮像素子を使う）。
選択・操作の対象には以下のものなどがある。
- レンズの種類（単焦点、ズーム・バリフォーカル、一般撮影用、高倍率撮影用、ティルト/シフト、ソフトフォーカスなど）
- レンズの焦点距離（超広角、広角、標準、望遠、超望遠）
- 合焦点（フォーカスが合っている点）
- 絞り値（F値）
- シャッター速度
- ISO感度
- レンズフィルター、覆い・ディフューザー
- 記録画質など（デジタルカメラにおいて）

絞り
左側はF値が小さく、右側はF値が大きい。

フィルム面に到達する光の総量は露出時間、レンズの絞りによって変わる。このうちどちらかを変えれば、露出が変わる。（物理的なシャッターがないカメラであっても）露光時間はシャッター速度で表される。露光時間が1秒より短い場合は通常分子が1の分数で表記され、それはカメラのシャッター速度設定ダイヤルに明記されている場合、秒の逆数で表示されている場合が多い。絞りはF値で表示されているが、これはレンズの明るさを表している。Fは焦点比（focal ratio）のFである。F値がルート2分の1倍になるごとに絞りの直径はルート2倍大きくなり、絞りの面積は2倍になる。典型的なレンズに刻まれたF値は、2.8、4、5.6、8、11、16、22、32などであるが、これは数字が大きくなるごとに光の量が半分になっていくことを意味する。
特定の露出のシャッター速度と絞り値は、さまざまな組み合わせが成立する。たとえば、125分の1秒でF8と500分の1秒でF4では同じ量の光が得られる。当然ながら、どの組み合わせを選んだかは最終的な仕上がりに影響する。シャッター速度の変化は対象とカメラの動き（ぶれなど）の反映の度合いを変える。絞りの変化は被写界深度を変える。
被写界深度は焦点の前後に広がるピントがあっているように見える範囲のことである。たとえば長焦点レンズ（望遠レンズ）を絞りを開いて使用した場合、対象の目には鋭く焦点が合うとき、鼻の頭はピントが合って見えないということが起こる。反対に短焦点レンズ（広角レンズ）を使用し、絞りこんで（絞り値を大きくして）遠距離に焦点を合わせて使えば、対象の目にも鼻にもピントが合って見える写真を撮影することは容易である。
長焦点レンズを使用し、絞りを開いて近距離に焦点を合わせれば、被写界深度は極端に浅くなる。反対に短焦点レンズを使用し、絞りこんで（絞り値を大きくして）遠距離に焦点を合わせれば、被写界深度は極端に深くなる。絞り値、焦点距離、焦点の位置が同じでも、レンズのF値（絞り開放時のF値）によって被写界深度は異なる。また、レンズのF値が同じでも設計・表記と実際との差などにより被写界深度は異なる。また、十分に小さい絞りを使うとかなり広い範囲にピントを合わせることができる。これはパンフォーカスと呼ばれる。

### 写真の出力
材質にかかわらず、カメラがとらえた像を最終的な写真作品にするには、何らかの工程が必要である。この工程には現像と焼きつけなどがある。
焼きつけ工程では、いくつかの調整によって結果を変えることができる。こうした調整の多くはイメージキャプチャーなどで行われる調整に似ているが、引き伸ばし機を用いた焼きつけ工程に固有のものもある。大部分はデジタルによく似た調整であるが、大きく異なる効果をもたらすものもある。
調整には次のものなどがある。
- フィルム現像の内容
- 印画紙の種類（光沢の程度や質感など）
- 引き伸ばし機の方式や性能
- 露光時間
- レンズの絞り
- コントラスト
- 覆い焼き（焼きつけの一部だけ露出を減らす）
- 焼き込み（一部だけ露出を増やす）

## 写真の種類

### フィルム写真

#### モノクローム写真
100%コットンなどのバライタ印画紙、RCコート紙、水彩紙を応用したインクジェットプリンター用紙（デジタル用）などは独特の風合いがあり、黒や紙の白の発色、色合いはさまざまである。デジタル写真・デジタル化された写真においては、「カラー」から「モノクローム」への変換は容易である。

#### カラー写真

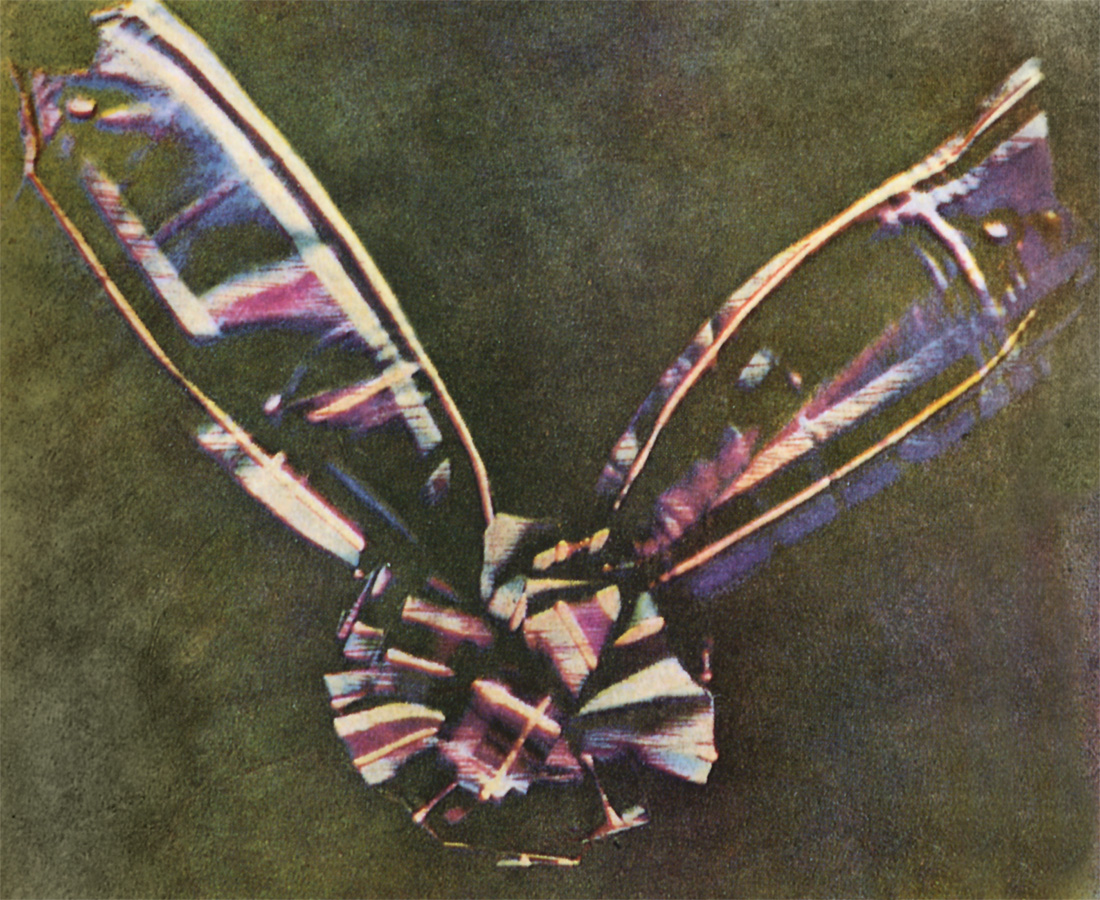
1861年にジェームズ・クラーク・マクスウェルが撮影した世界初のカラー写真。被写体はタータンのリボン。カラーの印画紙は当時は存在せず、この画像自体は乾板を基にコンピューター合成により再現したものである。

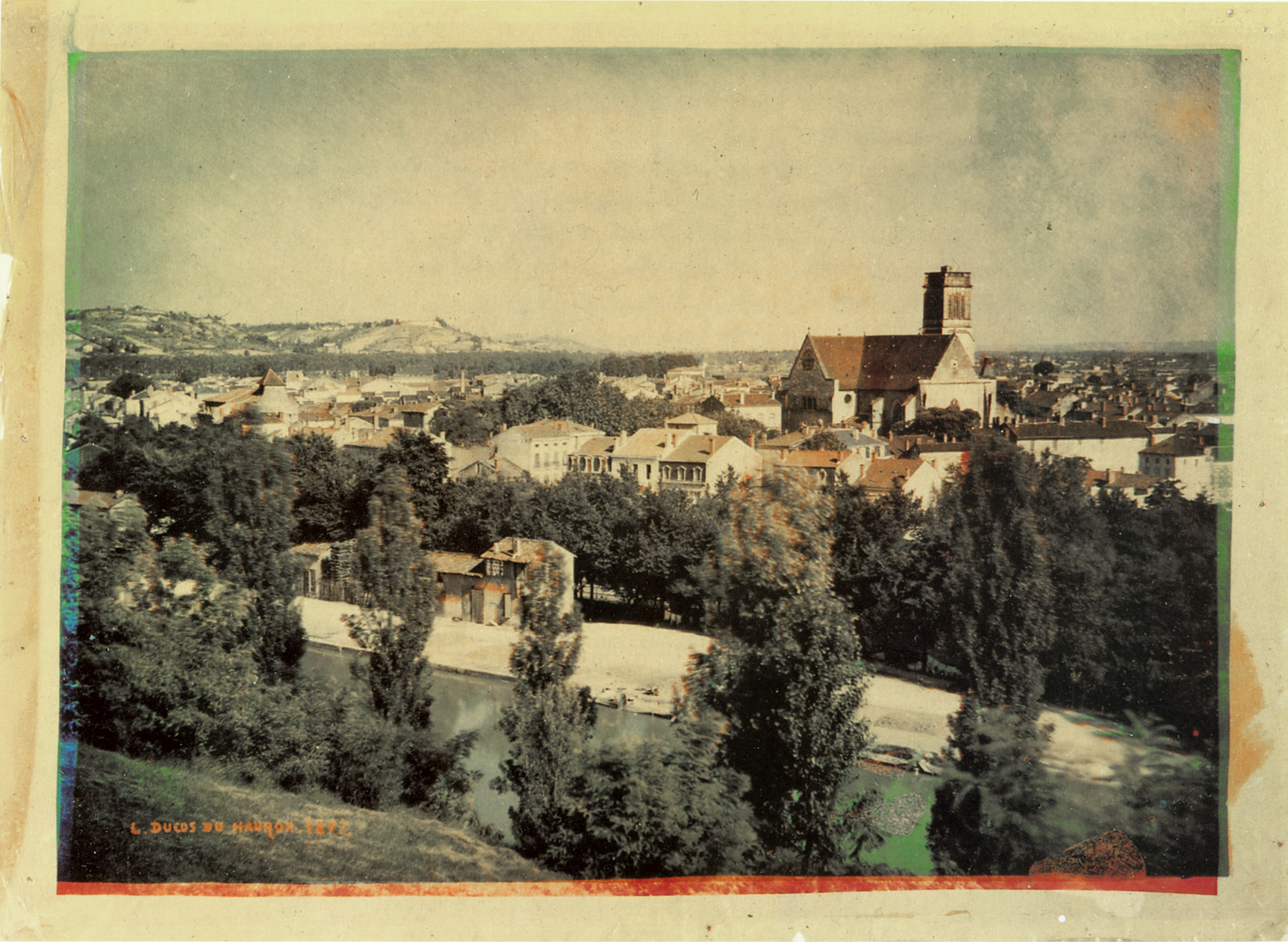
ルイ・オーロンにより1877年に撮影された、紙として現存する最古のカラー写真。映っているのはアジャンの街並み。

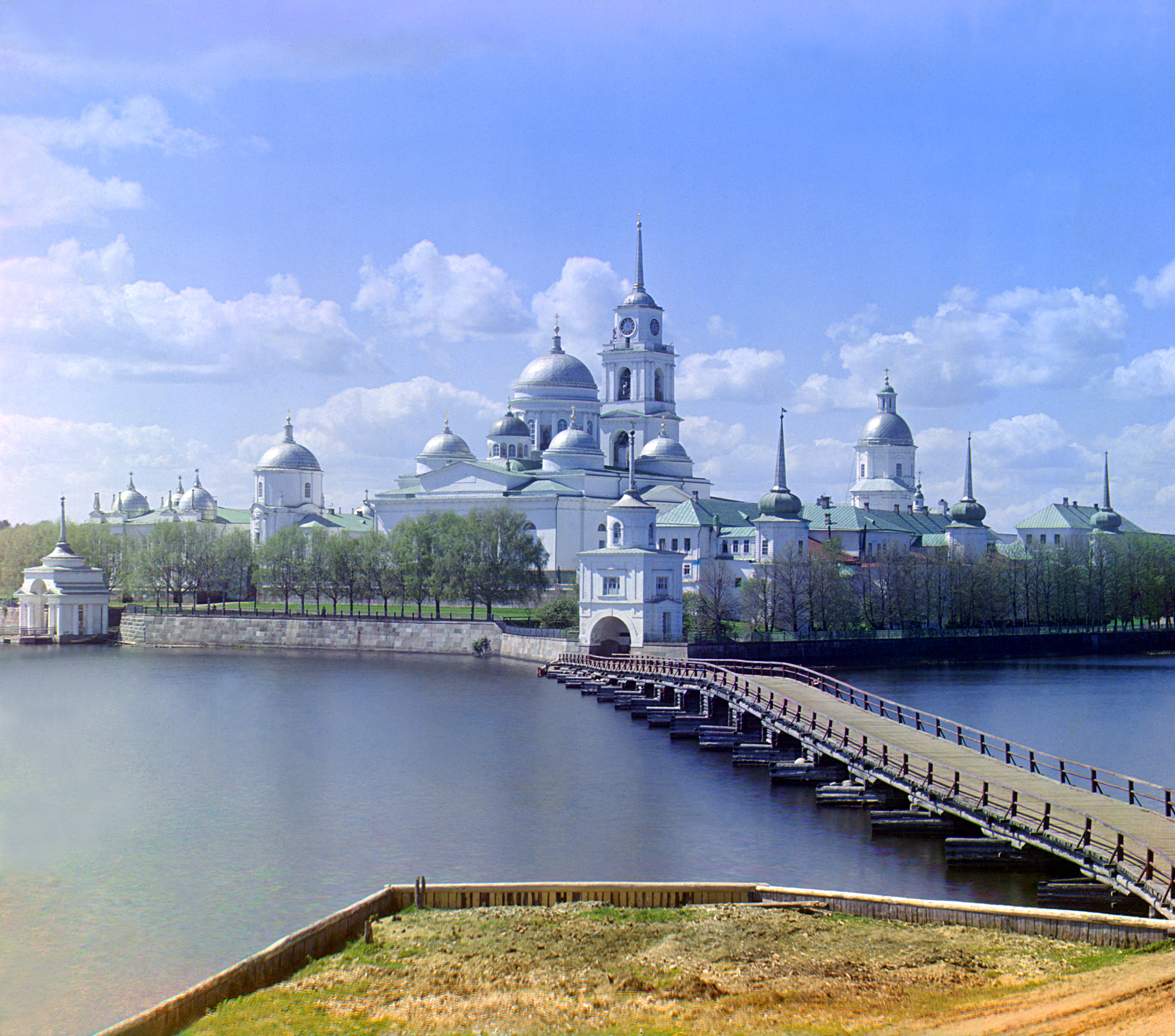
1910年に撮られた、プロクジン=ゴルスキーによるカラー写真。1910年代にロシア帝国各地で撮られたもののひとつ。写真はセリゲル湖の島にある、正教会の聖ニル修道院。

カラー写真は1800年代にアレクサンドル・エドモン・ベクレルらにより開発が始まった。初期のカラー実験では像を定着させることができず、さらに退色しやすかった。初期の高耐光性のカラー写真は1861年に物理学者のジェームズ・クラーク・マクスウェルによって撮影された。彼は3原色のフィルターを1枚ずつかけて3回タータンのリボンの写真を撮影し、3原色中1色のフィルターをかけた3つのスライドプロジェクタで画像を投影してスクリーン上で合成することにより、撮影時の色を再現することに成功した。しかし、赤色の再現に問題があったうえ（画像では紫を帯びている）、この試みは1890年代になるまで忘れられてしまっていた。
マクスウェルが手法を確立した初期のカラー写真は、それぞれ異なるカラーフィルターレンズを前面に持った3つのカメラを使うものであった。この技法は暗室や画像処理工程に3系統の処理設備を必要とし、カラー用の印画紙がまだなかったため観賞はスライドで見るのにとどまり、実用化までにはいかなかった。当時は必要な色に対する適当な感度を持つ乳剤が知られておらずカラーフィルムを製造することができなかったため、ロシアの写真家セルゲイ・プロクジン=ゴルスキーは3枚のカラー写真乾板を連続して素早く撮影する技法を開発した。
1868年にフランスのルイ・デュコ・デュ・オーロンはカーボンプリントに減法混合を用いることにより初めてカラー写真を紙に定着させることに成功した。この原理は現在も印刷技術に用いられている。
1873年、ドイツの化学者ヘルマン・ヴィルヘルム・フォーゲルによりついに赤と緑に適当な感度を持つ乳剤が開発され、カラーフィルムへの道が開けた。
1891年、フランスの科学者ガブリエル・リップマンは光の干渉現象を利用した「リップマン式天然色写真」を開発し、この功績により1908年にノーベル物理学賞を受賞した。この技術は実用化こそされなかったものの、現在ではホログラフに応用されている。
1904年、フランスのリュミエール兄弟によって最初のカラー乾板である「オートクローム」が発明され市場に現れた。これは染色したジャガイモのデンプンで作られたスクリーン板フィルターに基づいたもので、ドイツのアグフア（のちのアグフア・ゲバルト）が1916年に染色したアラビアゴムの細粒で作られたフィルターを使用する「アグフア・ファルベン・プラッテン」を発明するまでは市場における唯一のカラー乾板だった。
1930年、アメリカ合衆国のジョージ・イーストマンは100万ドルの賞金をかけてカラー写真の簡易方法を募集した。音楽家のレオポルド・D・マンネスとレオポルド・ゴドフスキー・ジュニアは、多層乳剤方式のカラーフィルムを考案し応募してコダックに入社、同社の研究陣と協力して1935年、最初の近代的なカラーフィルムである「コダクローム」を発売した。コダックは当初コダクロームを「神と人により創られた」と宣伝していた。日本の最初のカラーフィルムは1940年に小西六写真工業（現・コニカミノルタホールディングス）が発表したコダクロームと同方式の「さくら天然色フヰルム」であり、続いて富士写真フイルムも「富士発色フィルム」を公表している。
1936年にはアグフアの「アグフアカラーノイ」が追従した。アグファカラーノイはIG・ファルベンインドゥストリーにより開発された発色剤を乳剤層に含有させたもので、発色現像が1回で完結されるなどフィルムの処理が大幅に簡略化されていた。コダクロームを除くほとんどの近代的カラーフィルムは、アグフアカラーノイの技術に基づいている。
インスタントカラーフィルムは1963年にポラロイドから発売された。
カラー写真は、スライドプロジェクタで使うための陽画の透過フィルムとして像を撮ることも、陽画の焼きつけを作るためのカラー陰画を作ることもできる。自動プリント機器の登場によって、現在では後者がもっとも大衆的なフィルムである。
また、カラー写真は人工着色写真と区別するために、天然色写真という語を用いて表すことがあった。

#### 非銀塩写真
感光材料にハロゲン化銀を使用せずほかの材料を使用する写真の総称で写真技術の黎明期から開発が進められ、青写真やジアゾタイプが実用化された。シルバーショック後に脱銀化が加速したが、従来の銀塩写真を置き換える用途においては感度、貯蔵性に劣るといった弱点がある。
広義には、アナログ式の電子カメラである電子スチルビデオカメラや、デジタルカメラによる写真も非銀塩写真の一種といえる。なお「電子写真」という語は、以前は普通紙用複写機（Plain Paper Copier）の静電方式、いわゆるゼログラフィを指して広く使われた。

### デジタル写真
デジタル写真は画像を電子データとして記録するためにCCDイメージセンサやCMOSイメージセンサといった固体撮像素子を用いる。携帯電話などにもデジタルカメラ機能がついているものがある（カメラ付き携帯電話）。プリントすることもできる。動画撮影や録音など、フィルムカメラにはない機能を持っている機種もあるほか、従来の中判カメラに相当する大きさの撮像素子を持つレンズ交換式デジタルカメラもある。
写真処理施設からの遠隔地で仕事をする新聞記者などのカメラマンにとって、テレビジョンとの競争が激化するにつれ、新聞に載せる画像を短い時間で送付しなければならなくなった。このため遠隔地で仕事をする新聞記者達は一時期小型の写真現像セットと電話線で画像を送るための道具を持ち歩くのが当たり前で、大きな負担となっていた。
1981年、ソニーが画像撮影にCCDを使い、フィルムを用いない最初のコンシューマ用カメラ「マビカ」を発表した。マビカは画像をディスクに保存し画像自体はテレビに表示するものであった。次いで1990年にコダックが初の市販デジタルカメラDCS100を発表した。その価格は業務用でもなければ手が出ないものであった。
21世紀初頭にはデジタルの自動露出・自動焦点カメラは一般に広まり、フィルムカメラをほぼ駆逐した。小型化できることからカメラ付き携帯電話など様々なものにカメラが搭載され、2010年代にはカメラの付いたスマートフォンの普及により、廉価なコンパクトタイプのデジタルカメラも市場が縮小した。

## 写真の性質（フィルム写真とデジタル写真）
写真の性質はフィルムとデジタルで異なるが、共通した観点が存在する。以下、観点をいくつかの性質に分けて紹介する。

### 再現性
ここでの再現性は画質とほぼ同義である。写真の画質を判断する基準は多数あるが、分解能、コントラスト、色再現性が骨子と考えられる。ここでは分解能をとりあげる。これについて、その写真が何個の画像セル（ピクセル）で構築されるかで計ろうとする試みがある。
フィルム写真とデジタル写真を比較するとき、分解能を比較をするのは容易でない。分解能の測定はさまざまな条件に依存する。フィルムの場合、フィルムの寸法・サイズ、粒状性などのフィルムの性能、用いたレンズの性能に依存する。フィルムにはピクセルが存在しないため、フィルムにピクセルが存在するものとして計測した分解能は目安に過ぎない。デジタルカメラではセンサー画像の補間に用いる画像処理アルゴリズム、センサフィルタのバイヤーパターン（Bayer pattern）の効果、記録画質などが関係する。加えて、デジタルカメラの撮像素子や表示装置の画素の配列は、規則正しい繰り返しパターンを持つため、モアレを生じる場合があるが、フィルムの感光粒子は不規則に並んでいるためこのような現象は起こらない。24×36mm（ライカ）判カメラで撮影した写真の解像度評価はまちまちである。たとえば、10メガピクセルという評価がある。より粒子の細かいフィルムを使うと、この数字は上がり、低級の光学系の使用や劣悪な照明や不適切な現像がこの数字を下げることもあり得る。この評価は2007年の最新鋭デジタルカメラはライカ判カメラよりも優れているという評価を含意している。ただし、35mmフィルムは一般消費者向けのフォーマットである。プロ向けフィルムカメラとして中判カメラ、大判カメラがある。これらに先の数値を単純にあてがうと、2007年現在の最新鋭デジタルカメラより優れた分解能を持つことになる。具体的には、6×4.5cm判のフィルム写真は約36メガピクセル、4×5in判は約130メガピクセルである。8×10in判は約540メガピクセルになる。しかし、20メガピクセルや7メガピクセルという評価もある。
高性能レンズを用い理想的な露出で撮影した現代の超微粒子白黒フィルムの分解能は、30メガピクセル以上のファイルサイズにおいて適当な細かさが得られる。一般消費者向けライカ判カラーフィルムでは12メガピクセル以上に、安価なライカ判フィルムカメラ（コンパクトカメラ）でも8メガピクセル以上に価し得る。
画像の表示に用いる媒体も考慮に入れる必要がある。たとえば、せいぜい2メガピクセル程度のものが主流であるテレビやコンピュータのディスプレイで写真を表示するのみであれば、ローエンドのデジタルカメラで出せる解像度でさえ十分と言える。4×6inのプリントに出力する場合に限っても、デジタルとフィルムの間に知覚できる差はある。

### 利便性
利便性はデジタルカメラが普及した要因の一つである。フィルムカメラでは一連のフィルムを撮影したうえで現像しなければならない。そして現像を終えて初めて写真を見ることができる。他方、ほとんどのデジタルカメラは液晶ディスプレイを備えており、撮った直後に写真を見ることができ、またその場で不要な写真の削除が可能である。
デジタルカメラの画像はパソコンで加工することが容易である。多くのデジタルカメラは画像を、センサーからの出力を画像に変換せずそのまま保存するRAWフォーマットで保存することができる。適当なソフトウェアと組み合わせれば、最終的な画像に「現像」する前に、撮った写真のパラメータ（シャープネスなど）を調整することができる。記録された画像自体を加工したり書き換えるという選択肢も存在する。
フィルムもスキャニングという工程を経てデジタル化できる。つまり、銀塩写真をデジタル写真に変換できる。
NASAでは、スペースシャトルなどの打ち上げ直前の記録写真の撮影に、現在でも限定的にフィルムカメラを使用している。これは規格外の超大型フィルムを用いて、1枚の遠景写真からボルト1本まで確認できるほどのもので、トラブルが起きた時に写真を検証し、打ち上げ前から異常があったのかどうかを後で確認するために使われている。フィルムカメラではどんなにフィルムが大きくても、露光にかかる時間は大きく変わらないが、デジタルカメラではデータ量に比例して保存に時間がかかる。また、巨大なCCDや、保存装置にかかる電力が増え、バッテリーや冷却装置も含めると機器はさらに大型・重量化してしまう。このため、一人の写真技師が徒歩で数か所から打ち上げ点を撮影するという任務には、デジタルカメラは不向きであった。
同様の欠点は初期の民生用デジタルカメラでもあり、高解像度の撮影をすると、保存に時間をとられてシャッターチャンスを逃したり、バッテリーが減ったりしやすかった。その後の技術革新でこうした問題は改善されてきた。

### 経済性
フィルムが不要なデジタル写真は経済性が高い。かつては記録媒体のぶん高価だったが、価格が下がったことで経済性が高まった。
他方、フィルム写真ではフィルムの取得と画像処理（プリントなど）にコストがかかり続ける。フィルムは撮影直後に画像を見ることができないので、最終的な写真を知ることなく撮影したすべてのフィルムを現像処理するのが通例である。写真の出来に応じて現像するか否かをコマごとに決めることはできない。

### 保存性
フィルムが作るのは一次画像であり、これは撮影レンズを通った情報を含んでいる。オルソクロマチックのように特定の周波数領域に限られた感度またはパンクロマチックの幅広い感度といった違いはあっても、色（波長）によって対象をとらえる点は同様である。現像方法の違いにより最終的なネガやポジに差は出るが、現像が終われば画像はほとんど変化しない。理想的な状態で処理・保存されたフィルムは実質的に100年以上変わらず性能を発揮する。プラチナの化合物によって発色するプリントは基本的にベースの寿命に制限されるのみであり、数百年ほどは持つ。高い保存性を欲するならば調色が必須であるという因襲があった。調色されたプリントの保存性は高い。しかし現在では、調色せずとも保存性を高める薬品が販売されている。
デジタルは保存性について圧倒的に有利である一方、記録媒体の物理的特性の問題がある。コンピュータを中心としたデジタル媒体が登場してから100年も経っていないため、記録媒体の特性はフィルムほどには分かっていない。しかし保存に関して乗り越えなければならない点が少なくとも3つ存在する。記録媒体の物理的耐久性、記録媒体の将来的な可読性、保存に使ったファイルフォーマットの将来的な可読性である。
多くのデジタル媒体は長期的にデータを保管する能力はほぼない。たとえば、多くのフラッシュメモリは10年から数十年でデータを失うし、一般的な光ディスクは長いものでも100年程度である（例外あり）。MOなどの光磁気ディスクは保存性の高い記録媒体であるが、将来的な可読性という面で劣る。クラウドストレージなど業者が管理するストレージに任せる方法もあるが、今度はサービス終了の恐れがある。
さらに、記録媒体が長期間データを保持できたとしても、デジタル技術のライフスパンは短いため、メディアを読み取るドライブがなくなることがある。たとえば5.25インチフロッピーディスクは1976年に初めて発売されたものであるが、それを読めるドライブは、30年も経たない1990年代後半にはすでに珍品となっていた。後継の3.5インチフロッピーディスクも、2012年現在、ドライブを装備するパソコンは少ない。Zipは1994年の発売開始後数年で売れ行きが落ち、2007年時点ではメディア・ドライブとも入手困難になっている。
データをデコードできるソフトウェアの存続も関係する。特に複数が並立し、互換性に乏しいRAWフォーマットの問題がある。これらのフォーマットの一部は暗号化されたデータまたは特許で保護された専用データが含まれているが、突然メーカーがフォーマットを放棄する可能性がある。メーカーがRAWフォーマットの情報を開示しないならば、この状況は今後も続く。
デジタル写真におけるこれらのデメリットにも対策がうてる。たとえば、ビットマップ形式、JPG形式、PNG形式など、汎用性の高いファイルフォーマットを選ぶことによって、ソフトウェアがそのファイルを読解できる将来の可能性が増す。また、将来読めなくなるかサポートされなくなる可能性がある記録媒体にデータを保存していたものを、品質を低下させることなく新しいメディアにコピーすることが可能である。このことはデジタルメディアの大きな特徴の一つである。

### 像の真正性
デジタル写真は画像編集ソフトウェアで、フィルム写真では膨大な時間を費やす必要があった、色・コントラスト・シャープネス（輪郭の鋭さ）の調整や、いらないものを消すなどの画像加工を初心者でも簡単かつ即座にできる。フィルム画像の合成は難しい。
逆に言えばデジタル画像は簡単に改変できてしまうため、像の真正性を重視する場合（パスポートや査証の写真など）、フィルムはデジタルよりも好まれる。なお、日本のパスポートには2006年3月よりICチップにデジタル化された顔写真が埋め込まれている。
なお、裁判などの証拠としてデジタル画像を使用することは認められる場合もあるが、アメリカでは21世紀初頭の時点で以下のような条件を満たす必要があるとされていた。
事件に関する画像である
出所が明らかな画像である
誰が撮影したのか分かっていること。
撮影者は自分が撮影したと証言できること。
どのような経緯で撮影された、並びに提出される前にどのような処置をしたのかも説明する必要があるが、それはデジタルに限らず写真全般に問われる事で、画像修正がある場合、証拠物件として提出する際にその点を注記し、修正前のデータも閲覧できるようにしなければならない。また、捜査官たちは画像を検索できねば捜査に使用できないが、彼らはどのような意味でも証拠に変更を加えることは許されないので、提出物には読み出し専用（リードオンリー）の記憶媒体が望ましい。また、画像のフォーマットを変換するとデータが壊れることがあるので、最終的な画像や提出するプリントは記録するときに使ったオリジナルのフォーマットを使用しなければならない。
実際に裁判で証拠不十分とされた例に、提出されたデータのファイルの保存された日付が「撮影した日の9日後（＝撮影後に何かの変更を行っている）」であった理由を撮影者が説明できなかったというものがある。

### アスペクト比
フィルムカメラ写真のアスペクト比はカメラ・写真フィルムの規格や印画紙のフォーマットに倣う場合が多い。カメラと印画紙の主要なものを挙げる。
カメラ（呼称/寸法）
- ハーフサイズ（シネ版） - 18×24mm
- ライカ判（35mmフルサイズ） - 24×36mm
- 6×4.5cm判 - 41.5×56mm
- 6×6cm判 - 56×56mm
- 6×7cm判 - 56×70mm
- 6×9cm判 - 56×83mm
- 4×5in判 - 94×120mm
- 5×7in判 - 121×170mm
- 8×10in判 - 193×243mm
- 10×12in判 - 245×295mm
- 11×14in判 - 270×345mm

印画紙（呼称/寸法）
- 名刺判 - 2.5×3.5in（62.5×89mm）
- 手札判 - 3.5×5in（89×119mm）
- 大手札判 - 4×5in（94×119mm）
- 大キャビネ判 - 5×7in（119×170mm）
- 八切判 - 6×8in（157×207mm）
- 六切判 - 8×10in（194×244mm）
- 四切判 - 10×12in（240×290mm）
- 大四切判 - 11×14in（265×340mm）
- 半切判 - 14×17in（343×417mm）
- 小全紙判 - 16×20in（393×492mm）
- 全紙判 - 18×22in（447×550mm）
- 大全紙判 - 20×24in（490×590mm）

デジタルカメラ写真のアスペクト比については次のものが主である。長辺が短辺に比してより長いものから挙げる。以前はパソコンのディスプレイとの整合性から「4:3」の機種が多かった。
- 16:9 - ハイビジョンテレビの画面に同じ。パノラマ写真の一種。アドバンストフォトシステムの規格 (APS-H)。
- 3:2 - 35ミリフィルムのほとんどを占める規格。
- 4:3 - 一般的なテレビ画面（NTSC）やコンピュータのディスプレイに同じ。コンパクトデジタルカメラなどで主流。

DPE店などで「フロンティア」や「QSS」によって印刷される写真の用紙の規格は以下のものなどがある。DPE店の店頭でフィルムから印刷された写真が銀塩写真の限界ではなく、DPE店の（恣意的な）色補正や濃度決定は不適切な場合も多い。
- DSCサイズ（89×119mm）…デジタルカメラの大衆的なプリントサイズ。Digital Still Cameraの略。Lサイズに相当。
- Lサイズ（89×127mm）…フィルムカメラの大衆的なプリントサイズ。
- HVサイズ（89×158mm）…DSCサイズの横幅を伸ばしたもの。16:9の写真のプリントなどに使う。
- KGサイズ（102×152mm）…欧米で一般的なプリントサイズ。アスペクト比3:2で、はがきサイズに近い。
- DSCWサイズ（127×169mm）…デジタルカメラで利用される。2Lサイズに相当。
- 2Lサイズ（127×178mm）…Lサイズの面積を倍にしたサイズ。

アスペクト比が長辺が短辺に比してより長いものほど写真に緊張感が生まれるとされる。

## 歴史

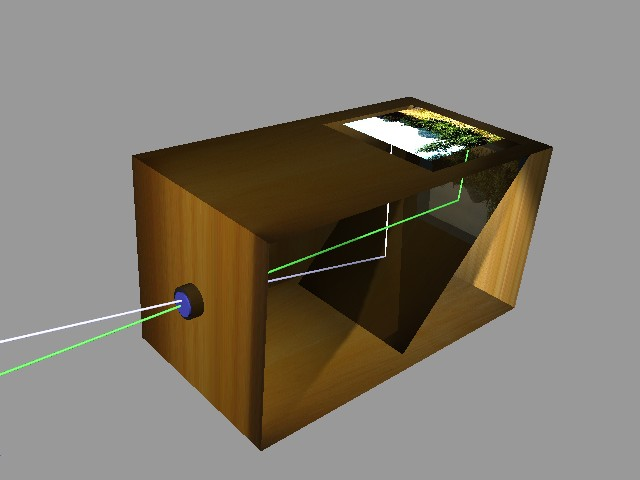
カメラ・オブスクラの原理

### 写真発明以前
写真が発明される19世紀以前にも、光を平面に投影する試みは行われていた。写真の起源は、紀元前、古代中国春秋時代の墨子や、アリストテレスの頃から知られていた、ピンホール現象にまでさかのぼる。この現象を利用したカメラ・オブスクラの開発と、像を固定させる化学的処理のプロセスの発見が組み合わされ、写真術が誕生することになる。
画家達は、16世紀頃には立体の風景を平面に投影するために、デッサンの補助具としてカメラ・オブスクラを活用した。これらの初期の「カメラ」は像を定着（写真用語の「定着」ではない）することはできず、単に壁に開いた開口部を通して暗くした部屋の壁に像を投影するだけのもの、つまり部屋を「大きなピンホールカメラにしたもの」だった。18世紀には、銀とチョークの混合物に光を当てると黒くなるというヨハン・ハインリヒ・シュルツェによる1724年の発見をはじめとして塩化銀やハロゲン化銀など銀化合物の一部は感光すると色が変わることが知られており遊戯などに用いられていたものの、これとカメラ・オブスクラなどを組み合わせる発想はなかった。

### 写真発明以降

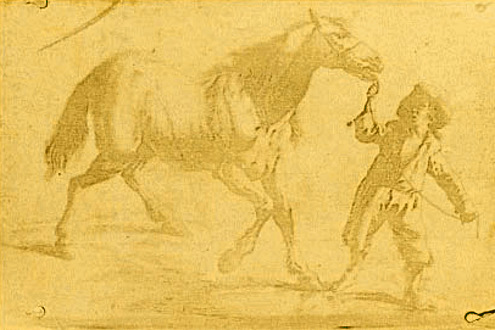
“Un cheval et son conducteur”（馬引く男）、ニセフォール・ニエプス、1825年ごろに版画を撮影したものとされる

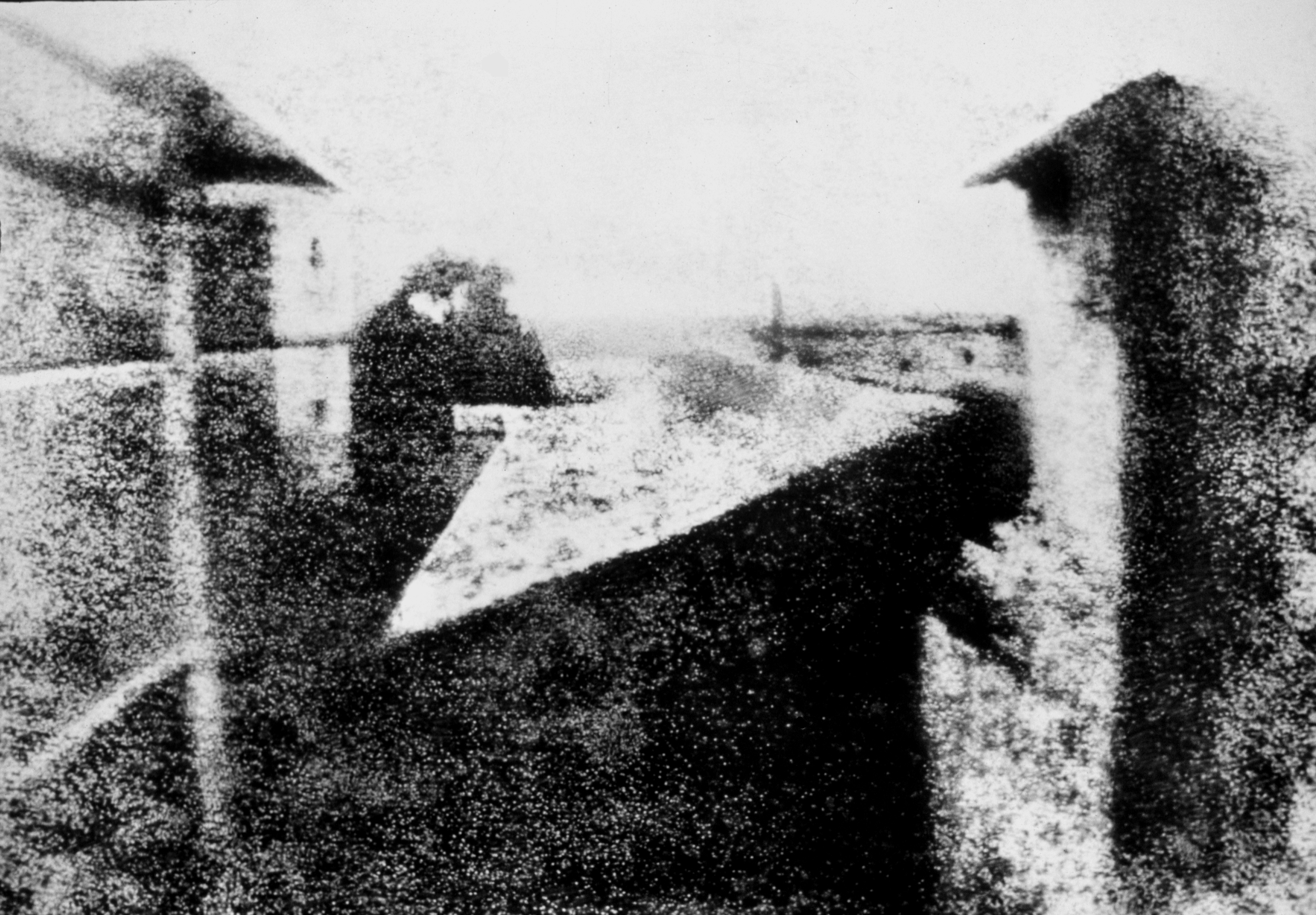
ニセフォール・ニエプスによって撮影された写真のひとつ（1826年〜1827年ごろ）

19世紀初めに、カメラ・オブスクラの映像と感光剤とを組み合わせ映像を定着させる写真の技術は、ほぼ同時に多数発明された。このとき美術は新古典主義とロマン主義の並存する時期であった。また、大勢誕生した中産階級によって肖像画の需要が高まっていた。そして、石版画の技術が新聞図版や複製画などに活用され、広まりつつあった。
現存する世界最古の写真は、1825年にニセフォール・ニエプスが撮影した「馬引く男」（Un cheval et son conducteur）である。
現代の写真処理は1840年から最初の20年の一連の改良を基底とする。ニエプスによる最初の写真のあと、1839年にはダゲレオタイプが発表された。写真の誕生は同年、パリの科学と芸術の合同アカデミーで、科学者のフランソワ・アラゴーによって公式に宣言された。直後にカロタイプも発表された。
写真の普及は肖像写真の流行、1851年の湿式コロジオン法の発明、1871年のゼラチン乾板の発明へと続いた。1884年、ニューヨークのジョージ・イーストマンは紙に乾燥ゲルを塗布する方式を開発し、もはや写真家は乾板の箱や有毒な化学物質を持ち歩かなくて済むようになった。1888年7月、イーストマンの設立したコダックカメラが「あなたはボタンを押すだけ、あとはコダックが全部やります」との触れ込みで市場に参入した。こうして現像サービス企業が登場し、誰でも写真撮影が可能な時代となり、複雑な画像処理の道具を自前で持つことが必要ではなくなった。1901年にはコダック・ブローニーの登場により写真は市場に乗った。1925年、ライカなどの登場で一般性、可搬性（カメラの持ち運びやすさ）、機動性、フィルム交換のしやすさが高まってスナップ写真が広まるなどした。20世紀以降、カラーフィルム（多色フィルム）やオートフォーカス（自動合焦：ただし必ず自動で合焦するわけではない）やオートエキスポーズ（自動露出）が広まった。画像の電子記録も広まっている。
現在ではデジタルカメラの液晶画面によるインスタントプレビューが可能であり、高画質機種の解像度は高品質の35mmフィルムのそれを越えているとも言われるようになった。コンパクトデジタルカメラの価格は大幅に低下し、写真を撮ることはより容易になった。しかし、もっぱらマニュアル露出、マニュアルフォーカスのカメラと白黒フィルムを使う撮影者にとって、1925年にライカが登場して以来、変わった点はほとんどないとも言える。2004年1月、コダックは「2004年末をもって35mmリローダブルカメラの生産を打ち切る」と発表した。フィルム写真の終焉と受け止められたが、当時のコダックのフィルムカメラ市場での役割は小さなものであった。2006年1月、ニコンも同様にハイエンド機F6とローエンド機FM10を除いたフィルムカメラの生産を打ち切ると発表した。同年5月25日、キヤノンは新しいフィルム一眼レフカメラの開発を中止すると発表したものの、販売するフィルム一眼レフカメラが1機種になったのは2008年になってからであり、2004年1月のニコンの発表以降も4機種ものフィルム一眼レフカメラを供給していた。

## 写真の使用

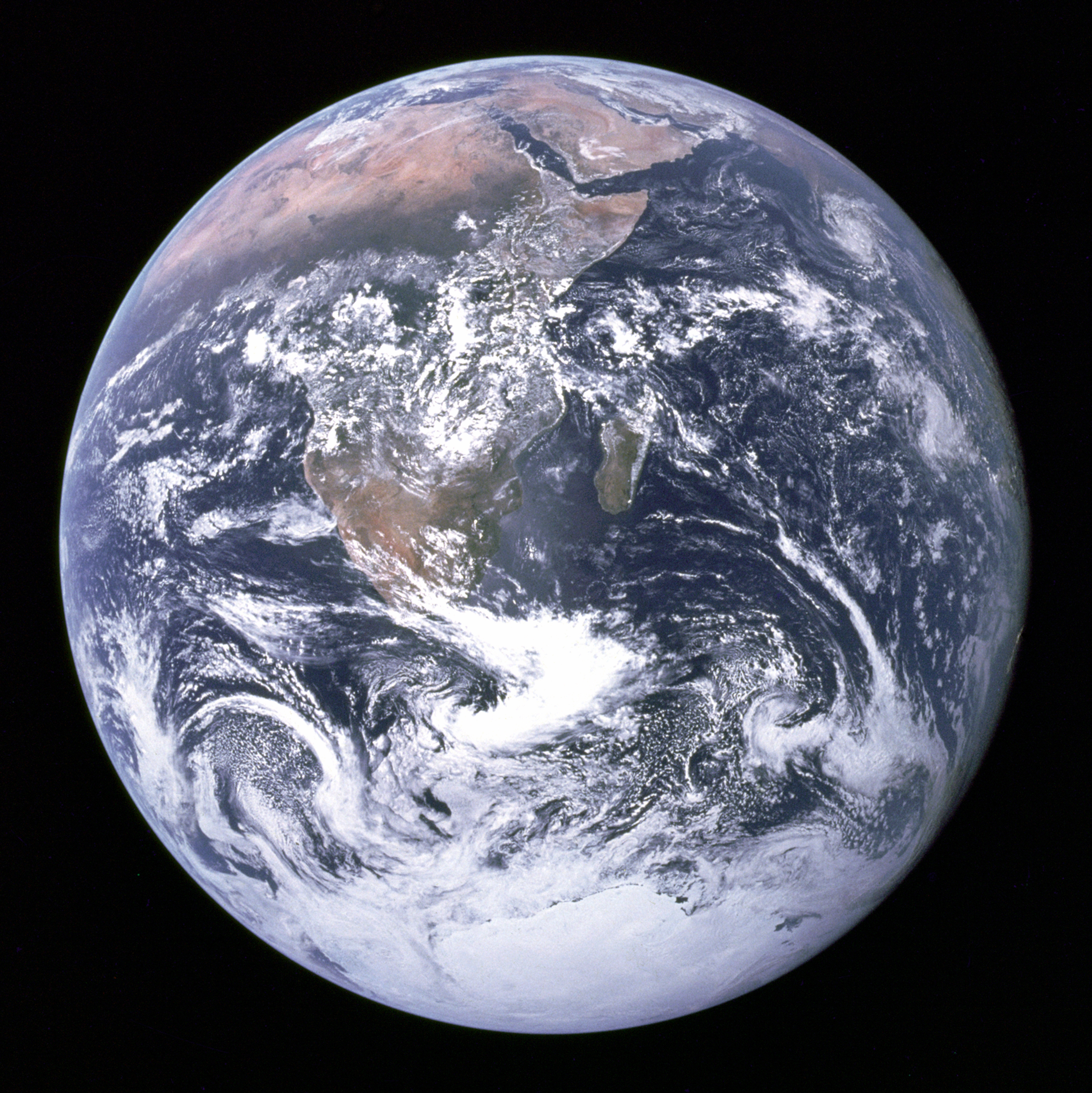
「ザ・ブルー・マーブル」と呼ばれるもっとも有名な地球の写真。1972年12月7日、アポロ17号のミッション中にハッセルブラッドのVシステムで撮影されたものである。

写真の誕生以来、自然科学者などの多くの学者や芸術家が写真に関心を示してきた。学者は写真を記録と研究に利用した。軍隊や警察も偵察、調査、捜査、裁判などのデータ記録に写真を利用する。写真は商業目的でも撮影される。写真を必要とする団体における写真の利用法には、選択肢がある。その団体の誰かが撮影を担当する、外部のカメラマンを雇う、写真を利用する権利を取得する、写真を公募するなどである。
エドワード・マイブリッジは連続写真を使って人間の動きに関する研究（1887年）を行った。それまで人の目がとらえることができなかった一瞬の動きを写し出しており、人々に与えた影響は大きかった。
アメリカでは西部開拓期に写真が導入され、政府公認の西部調査に写真家が派遣され、画家とともに記録を担った。さらにパリでは、セーヌ県知事オスマンの都市改造に伴う歴史記録が写真によってなされている。
また19世紀後半以降撮影された世界各地での探検や人類学的調査や遺跡調査などの記録写真、あるいは天体写真や顕微鏡写真は、人類の知識に変化を与えた。
ジャーナリストは写真を使って、事件や戦争、人の暮らしぶりなどを記録してきた。報道写真の萌芽は写真発明直後のクリミア戦争の戦場記録写真などに現れている。
現在では、スナップ写真を撮ったり、行事や日常の場面を撮影する人も多い。

### 写真と絵画
写真と絵画は本来性質が異なる。しかし、カメラ・オブスクラが絵画のデッサンの補助具として用いられてきたため、写真映像は、文化的に長らく絵画との比較において読み解かれてきた。写真と絵画の関係は、写真の誕生以降、組んず解れつ展開してきた。
17世紀のオランダの画家フェルメールはカメラ・オブスクラに着想を得ていたといわれる。
写真術が誕生した最初期、写真と絵画の関係において争点となったのは、肖像のジャンルである。かつて肖像画を持つことは階級の高い者や富裕層の特権だった。しかし、写真が誕生すると、絵画より安価で精緻な描写性を持つことが注目され、肖像写真が社会現象になった。歴史画家ポール・ドラローシュは写真の誕生を受け、「今日を限りに絵画は死んだ」と叫んだという逸話があるように、当時、多くの画家が写真の登場によって職業写真家に転身した。
一方で、写真が絵画より劣るとみなされる場合もあった。ピクトリアリスム運動は絵画の影響を強く受けた活動であり、写真は古くは絵画そのものを期待されていた。ピクトリアリスム運動で、写真家たちは、主題や表現性で絵画を模倣、追随し、写真を芸術として認知させようとした。他方で、鮮明な物の形の記録が写真本来の持ち味であるとしてストレートフォトグラフィも現れた。

### 写真と芸術
20世紀の間に、芸術写真とドキュメンタリー写真の両方が英語圏の美術界とギャラリー業界に受け入れられてきた。アメリカ合衆国では、少数の学芸員が、写真をそうした業界に取り込ませるために生涯をかけた。中でも傑出した学芸員・編集者はアルフレッド・スティーグリッツ、エドワード・スタイケン、ジョン・シャーカフスキー、およびヒュー・エドワードである。
「芸術写真」は1920年代の日本においても最新動向として紹介され、1921年に東京では福原信三が写真芸術社を、それに先立ち大阪では上田竹翁（別名：上田寅之助、箸尾寅之助、竹軒楽人）が次男の箸尾文雄や写真家の不動健治らとともに芸術写真社を興し、雑誌を発行して盛んに宣伝した。東京だけでなく、この時期には大阪も芸術写真の一つの中心地であり、数多くの「写真倶楽部」が活動していた。漫画家の手塚治虫の父親・手塚粲もこうした写真倶楽部のひとつ「丹平写真倶楽部」に参加し、アマチュア写真家として作品を発表していた。
写真を積極的に自らの作品に取り入れる美術家もいる。たとえば日本の場合、森村泰昌は名画の中などに（ときには複数の）自分が「侵入」することで、新たな表現スタイルを獲得している。澤田知子は自動証明写真機で撮影した自分の姿に始まり、セルフポートレイトを駆使した写真活動を展開している。今道子は魚や野菜や衣類を使った造形を写真に収めている。3人ともその活動は「画像の機械的生産」の範囲内かもしれないが、いずれも写真家や美術家若しくは芸術家に含まれている。
写真は対象の選択、対象と撮影者との物理的距離、対象の様態、撮影するタイミングなどによって、撮影者の心や世界に対する態度を反映する。写真は少なくともこの意味で確かに撮影者の創作物であり、表現の手段である。そして同時に印画紙出力などで介在する技術者の手腕の産物でもある。